# Гоми, Икуто
Икуто Гоми (яп. 五味 郁登; род. 9 мая 2002, Хиого) — японский футболист, вингер клуба «Елгава».

## Карьера

### «Метта»
Воспитанник футбольной академии японского клуба «Виссел Кобе». В марте 2021 года футболист на правах свободного агента перешёл в латвийский клуб «Метта». Дебютировал за клуб футболист 20 марта 2021 года в матче против юрмальского «Спартака», выйдя на поле в стартовом составе. Первым результативным действием за клуб футболист отличился 13 июля 2021 года в матче против клуба  «Ноа Юрмала», отдав голевую передачу. На протяжении сезона футболист выступал за клуб в роли одного из основных игроков, чередуя матчи в стартовом составе и со скамейки запасных, отличившись своей единственной результативной передачей, а также выступая и за дублирующий состав клуба. По итогу сезона футболист вместе с клубом завершил чемпионат на итоговом седьмом месте.

### «Тукумс 2000»
В феврале 2022 года футболист на правах свободного агента присоединился к латвийскому клубу «Тукумс 2000», подписав контракт до конца сезона с опцией продления ещё на сезон. Дебютировал за клуб футболист 13 марта 2022 года в матче против клуба «Даугавпилс», выйдя на поле в стартовом составе. Дебютным забитым голом за клуб футболист отличился 7 апреля 2022 года в матче против клуба «Супер Нова». Начиная с августа 2022 года футболист стал также выступать и за вторую команду клуба в латвийской Первой лиге. На протяжении сезона футболист выступал за клуб в роли одного из основных игроков, отличившись 2 забитыми голами и 4 результативными передачами. По итогу сезона футболист вместе с клубом завершил чемпионат на итоговом седьмом месте. По окончании сезона футболист покинул клуб.

### «Дайнава»
В январе 2023 года футболист на правах свободного агента перешёл в литовский клуб «Дайнава», подписав контракт до конца сезона. Дебютировал за клуб футболист 4 марта 2023 года в матче против клуба «Хегельманн», выйдя на замену на 57 минуте. На протяжении первой половины сезона футболист выступал за литовский клуб преимущественно в роли игрока замены, также пропустив часть матчей, результативными действиями не отличившись. В июле 2023 года футболист покинул литовский клуб, расторгнув контракт по соглашению сторон.

### «Елгава»
В июле 2023 года футболист присоединился к латвийскому клубу «Елгава» на правах свободного агента. Дебютировал за клуб футболист 21 июля 2023 года в матче против «Лиепаи», выйдя на поле в стартовом составе. Дебютным забитым голом за клуб футболист отличился 26 августа 2023 года в матче против клуба «Тукумс 2000». На протяжении сезона футболист выступал за клуб в роли одного из основных игроков, отличившись 2 забитыми голами и результативной передачей. По итогу сезона футболист вместе с клубом завершил чемпионат на итоговом шестом месте. 
В начале 2024 года футболист начинал готовиться к новому сезону с латвийским клубом. Первый матч в новом сезоне футболист сыграл 9 марта 2024 года против клуба «Даугавпилс», выйдя на поле в стартовом составе.